# Corrida da Galinha
A Corrida da Galinha é um tradicional evento cultural que acontece na cidade de São Bento do Una, no Agreste de Pernambuco. Em 2017, o evento chegou à sua 20ª edição. O nome do evento, idealizado em 1992 por um grupo de amigos, foi inspirado na fama do município, considerado um dos principais produtores de ovos e frangos do Nordeste e com destaque no cenário nacional do setor.
O evento, que acontece no Parque de Exposição Eládio Porfírio de Macedo, reúne os principais produtores do setor avícola do estado com competições (sendo a principal a tradicional Corrida de Galinhas), atividades culturais e tecnologias expostas na Feira de Avicultura do Nordeste (Aviuna).
A principal atração do evento é a competição de "Corrida de Galinhas", que acontece em uma pista de circuito fechado, chamada de Galinhódromo, com uma arena de capacidade para 5 mil pessoas. Como uma espécie de paródia da Fórmula 1, o "circuito" tem 85 metros de extensão e sua estrutura conta com o “Pinto stop” (versão galinácea do pit stop do automobilismo), e a brincadeira ainda tem direito a um locutor, chamado de "Galão Bueno", e comentários de "RegiGalo Leme", além de prêmios para os três primeiros lugares.